# 美国奥林匹克与残疾人奥林匹克委员会
美国奥林匹克与残疾人奥林匹克委员会（英語：United States Olympic & Paralympic Committee），簡稱美國奧委會，是代表美国的國家奧林匹克委員會和国家残疾人奥林匹克委员会，受到國際奧林匹克委員會和国际残疾人奥林匹克委员会承認。美国奥委会成立于1984年，其總部位於科罗拉多州科罗拉多斯普林斯。美国奥委会为非营利性组织，亦为美国国会所承认的特许国家组织，是負責美国参加奥运会、残奥会等赛事，維護奧林匹克和残疾人奥林匹克之名稱、標誌及會徽的唯一機構。美國奧委會曾主辦夏季奥运会、冬季奥运会等綜合性運動會。

## 会徽
美国奥林匹克与残疾人奥林匹克委员会会徽、美国奥运及残奥代表团标志中使用13星美国国旗，而非通行的50星国旗。美国奥委会解释称，全部展示50星的视觉效果不佳，且13星国旗为1777年北美独立战争时最早使用的国旗，至今仍有合法国旗地位。

## 鏈結
- Official United States Olympic Team website （页面存档备份，存于）
- Official United States Paralympic Team website （页面存档备份，存于）
- Official United States Olympic Fan Club website
- Paralympic Sport Clubs - US Paralympics （页面存档备份，存于）